# Noord-Thürings voetbalkampioenschap 1912/13
In 1912/13 werd het vierde voetbalkampioenschap van Noord-Thüringen gespeeld, dat georganiseerd werd door de Midden-Duitse voetbalbond. SV 01 Gotha werd kampioen en plaatste zich voor de Midden-Duitse eindronde. De club verloor in de eerste ronde van FC Carl Zeiss Jena. 

## 1. Klasse

### Groep 1
| Plaats | Club                       | Wed. | W | G | V | Saldo | Ptn. |
| ------ | -------------------------- | ---- | - | - | - | ----- | ---- |
| 1.     | SV 1901 Gotha              | 10   | 7 | 3 | 0 | 42:19 | 17:3 |
| 2.     | FC Teutonia Mühlhausen     | 10   | 7 | 1 | 2 | 28:21 | 15:5 |
| 3.     | SpVgg 02 Erfurt            | 10   | 3 | 2 | 5 | 18:26 | 8:12 |
| 4.     | Erfurter SC 1895           | 10   | 3 | 0 | 7 | 14:9  | 6:14 |
| 5.     | FC Borussia 1905 Erfurt    | 10   | 2 | 1 | 7 | 20:27 | 5:15 |
| 6.     | Erfurter FC Britannia 1904 | 10   | 2 | 1 | 7 | 21:41 | 5:15 |

|  | Geplaatst voor finale        |
|  | Promotie-Degradatie play-off |

### Groep 2
| Plaats | Club                        | Wed.           | W              | G              | V              | Saldo          | Ptn.           |
| ------ | --------------------------- | -------------- | -------------- | -------------- | -------------- | -------------- | -------------- |
| 1.     | Erfurter SC 1895 II         | 8              | 7              | 1              | 0              | 35:7           | 15:1           |
| 2.     | FC Saxonia Erfurt           | 8              | 5              | 0              | 3              | 23:19          | 10:6           |
| 3.     | FC Germania 1899 Mühlhausen | 8              | 3              | 2              | 3              | 20:15          | 8:8            |
| 4.     | MTV 1897 Erfurt             | 8              | 2              | 1              | 5              | 15:19          | 5:11           |
| 5.     | BC 1900 Erfurt              | 8              | 1              | 0              | 7              | 9:42           | 2:14           |
| 6.     | FV Germania Ilmenau         | Teruggetrokken | Teruggetrokken | Teruggetrokken | Teruggetrokken | Teruggetrokken | Teruggetrokken |
| 6.     | Erfurter SV Germania        | Teruggetrokken | Teruggetrokken | Teruggetrokken | Teruggetrokken | Teruggetrokken | Teruggetrokken |

- Erfurter SC 1895 speelde geen uitwedstrijden tegen Borussia en Britannia. Deze wedstrijden werden voor beide teams als een scoreloze nederlaag geteld.
- Germania Ilmenau trok zich terug in juli 1913 waarop alle resultaten geannuleerd werden.
- BC Teutonia 02 Erfurt en Germania Erfurt fuseerden eind 1912 tot SpVgg 02 Erfurt. Er werd vastgelegd dat de resultaten van Germania geschrapt werden en dat de resultaten van Teutonia op de fusieclub werden overgedragen. In mei 1913 sloot ook FC Sportfreunde Erfurt zich bij de club aan.

### Finale
|                 |               |       |                   |  |
| 9 februari 1913 | SV 1901 Gotha | 5 – 1 | FC Saxonia Erfurt |  |
| 9 februari 1913 |               |       |                   |  |

### Promotie-degradatie play-off
|                  |                     |       |                     |  |
| 31 augustus 1913 | FV Germania Ilmenau | 4 – 2 | FC Normannia Erfurt |  |
| 31 augustus 1913 |                     |       |                     |  |